# Дау (проект)
«Дау» — мультидисциплинарный кино-арт-проект, премьера которого состоялась в Париже зимой 2019 года.

## Фильм «Дау»
Первоначально проект задумывался как байопик о советском физике, лауреате Нобелевской премии, Льве Ландау (Дау — прозвище Ландау). В 2006 году сопродюсерами фильма выступили Филипп Бобер и Сюзанна Мариан (Essential Filmproduktion, Германия, и Societé Parisienne de Production, Франция), Артём Васильев (Phenomen Films), X Film Creative Pool Entertainment (Германия), Medienboard Berlin-Brandenburg (Германия), WDR/Arte (Германия), Arte France Cinema (Франция), Mitteldeutsche Medienförderung (Германия), Eurimages, The Swedish Film Institute (Швеция), Film i Väst (Швеция), Hubert Bals Fund (Нидерланды), Государственное агентство Украины по вопросам кино, Министерство культуры Российской Федерации,. В 2015 году Минкульт России отозвал выделенную субсидию, а Госкино Украины взыскал пени. В октябре 2018 года, за несколько месяцев до парижской премьеры, правление Eurimages также приняло решение о выходе из проекта.
Подготовительный период съёмок был в 2006 году, съёмки фильма начались в 2007 году и проходили в Санкт-Петербурге и Харькове.

## Институт

### Локация и принципы съемки
После ленинградского и харьковского съемочных блоков фильма «Дау» процесс съёмок трансформировался в «тотальный перформанс». Этот формат стал возможен при поддержке Сергея Адоньева.,
Проект разворачивался на территории самой большой в Европе декорации «Институт», которая была создана в украинском городе Харьков на месте бывшего бассейна стадиона «Динамо» и площадь которой составила 12 тысяч квадратных метров,,.
Принцип функционирования объекта и способ съемки послужил основанием для сравнения «Дау» с проектами «Синекдоха Нью-Йорк» и «Шоу Трумана»,,.
Отличительной особенностью съёмочной локации стало то, что она работала в круглосуточном режиме, вне зависимости от графика съёмок. Специально для проекта главный оператор «Дау» Юрген Юргес разработал систему освещения, позволяющую вести съёмку в любой точке, не выставляя осветительное оборудование,.
На территории Института функционировала редакция газеты, лаборатории, буфет, жилые корпуса, Первый отдел, парикмахерская, помещения хозактива; сотрудники этих служб получали зарплату в советских рублях,. Для съемок было произведено и куплено 40000 элементов костюма. Архитектура, декорации, костюмы, предметный мир создавали фантасмагорическую реконструкцию советского времени 1930-х — 1960-х годов,, в которой существовали персонажи.
В ноябре 2011 года съёмки были закончены, а локация уничтожена, что стало частью сюжета. Уцелевшие объекты (мелкий и крупный реквизит, артефакты, костюмы) были сохранены и используются в других контекстах «Дау».

### Персонажи
В кастинге проекта приняло участие 392 тысячи человек, в съемках — около 300 человек, среди них учёные, художники, музыканты, философы, религиозные деятели, мистики, наряду с поварами, официантами, уборщиками, медсёстрами, парикмахерами и сотрудниками органов безопасности.
Съемки продолжались с перерывами до ноября 2011 года. В течение всего периода, вне зависимости от съемок, на площадке не допускались современные предметы, современная речь, попасть туда можно было только в костюме и с исторической прической,. Сценария не было, персонажи реагировали, взаимодействовали, совершали поступки в предложенных обстоятельствах, иногда подолгу живя на декорации,. «Помещенный в реальную копию советского института, с его аутентичными запахами, одеждой и интерьерами, манерой общественного поведения и социальными диспозициями, герой ощущает себя в полуреальном пространстве-времени. Актер и становится первым зрителем „Дау“, оказываясь посредине между имманентностью собственного присутствия в настоящем и абсурдом чужого, но восстановленного времени и пространства».
Все, кроме Дау (дирижёр Теодор Курентзис), его жены (актриса Радмила Щёголева), их сына (в старшем возрасте — музыкант Николай Воронов) и директора «Института» с 1938 по 1953 годы Крупицы (театральный режиссёр Анатолий Васильев), жили в «Институте» под своими именами. Их реальные биографии были адаптированы под советские реалии.,.
В Институте «Дау» функционировало два научных отдела: теоретический отдел, в котором работали и выступали с докладами современные физики-теоретики (Дмитрий Каледин, Никита Некрасов, Андрей Лосев, Самсон Шаташвили, а также Карло Ровелли, Эрик Верлинде, Дэвид Гросс, Яу Шинтун), и экспериментальный отдел, возглавляемый Алексеем Блиновым и представленный в основном современными художниками.
Среди участников работы Института и его гостей были Карстен Хеллер, Марина Абрамович, Ромео Кастеллуччи, Питер Селларс, Борис Михайлов, рав Штейнзальц, перуанский шаман Гильермо Аревало и др..
В Институте проводились конференции и семинары по квантовой физике, теории струн и петлевой квантовой гравитации, а также эксперименты в областях, выходящих за рамки традиционного научного знания, таких как оргонная энергия, телепортация и сверхвозможности человека..

## Жанр проекта. Киноматериал и продукты
Длительность отснятого на кинопленку институтского материала составила 700 часов,
,.
Первоначальная задумка Ильи Хржановского создать фильм о Льве Ландау в процессе реализации трансформировалась в масштабное исследование человеческой природы, которое продолжается по сей день. На разных стадиях реализации проекта в нём были задействованы, кроме перечисленных участников, Филипп Паррено; режиссёр Дмитрий Черняков; дизайнер Рей Кавакубо; музыканты Роберт дель Ная из Massive Attack, Брайан Ино, Леонид Федоров, Владимир Волков, Владимир Мартынов, Татьяна Гринденко, Arca..
Относительно жанра проекта ведутся споры: «А возможно ли произведение в жанре целой культуры? Культура в себя вбирает и музыку, и кино, и литературу, и живопись, и науку, и делопроизводство, все способы общественного поведения и межличностной коммуникации. Хржановский создал произведение в жанре культуры 1930-60-х»; «проект ДАУ, таким образом, это не Gesamtkunstwerk, но произведение в жанре Gesamtkunstwerk, то есть своего рода анти-Gesamtkunstwerk»; «возможно, правильнее называть его самым масштабным экспериментом в области театра»; «кажется, будто ты что-то понял про это кино (или не кино?), и тут же — щёлк! — фокус сдвигается, и оно оказывается чем-то другим. Это фильм? Сериал? Тотальная инсталляция? Психологический эксперимент?»; «ну и конечно, „Дау“ — это не совсем кинематографические произведения <…>, а арт-объекты, тотальные инсталляции или тотальные перформансы»; «„Дау“ — это именно синтетическое искусство, „произведение искусства будущего“, по Вагнеру, которое, однако, парадоксальным образом уже обитает в прошлом: катарсис, тотальность, театр жестокости и экзистенция, проглядывающаяся за театральным занавесом — все эти идеи давно похоронены под обломками постмодернистских концептов»; «„Дау“ — монументальный проект, включающий в себя не только отснятый материал, но и перформансы, концерты, инсталляции»; «cерьезностью подхода и масштабностью мышления „Дау“ настолько выламывается из мелкотравчатой повестки современного искусства, что вызывает аналогии скорее с литературными эпопеями — с семикнижием „В поисках утраченного времени“ Пруста или 91 томом „Человеческой комедии“ Бальзака: единого текста, который можно воспринимать по частям, но в каждой части которого заключено целое»; "это явление можно назвать территорией памяти — индивидуальной, коллективной, исторической и художественной.
Тем не менее, из отснятого объема различными режиссерами были созданы кинематографические продукты.
Кроме того, проект был реализован в других формах.

### Фильмы, сериалы, видеоперформансы
13 фильмов различных жанров были представлены на премьере проекта в Париже в 2019 году,,.
Постпродакшн завершился в 2018 году. Фильмы озвучили Жерар Депардьё, Уиллем Дефо, Ларс Айдингер, Изабель Аджани, Фанни Ардан, Изабель Юппер, Шарлотта Рэмплинг, Ирис Бербен, Ханна Шигулла, Барбара Зукова, Катарина Тальбах, Вероника Феррес, Хайке Макач, Тони Гаррн, Лилит Штангенберг, Катрин Ангерер, Палина Рожински, Вики Крипс, Йелла Хаазе, Мартин Вуттке, Бликса Баргельд, Бела Б, Билл Каулитц, Том Шиллинг, Марк Хоземанн, Фредерик Лау, Франц Роговский, Луис Хофманн, Бен Беккер, Свен Марквардт, Тахар Рахим, Дени Лаван, Лу де Лааж, Эрик Кантона, Паскаль Греггори, Амира Казар.
Еще ряд продуктов находится в процессе постпродакшна,.

### «Материнский» фильм
В частности, «материнский» фильм, где в центре судьба самого Дау и куда институтский материал входит как часть, находится на 2022 год также в процессе производства.

### Dau. Digital
Весь отснятый материал составил проект Dau.Digital. Оцифрованный структурированный архив 700 часов отснятого материала с возможностью навигации и формирования собственного нарратива для каждого зрителя был также представлен на парижской премьере проекта. Он характеризуется Ильей Хржановским как основной продукт, относительно которого фильмы Дау представляют собой «трейлеры»: «это один из важнейших прорывов проекта, устанавливающего совершенно новые конвенции во взаимоотношениях киноискусства со зрителем: действие открытой структуры „Дау“ разворачивается в сознании публики — именно там происходит конечная сборка разомкнутой формы, между элементами которой режиссер сознательно оставляет смысловой зазор».

### Книги, печатная продукция

#### Диалоги персонажей
Книги, составленные на основе расшифровок разговоров персонажей в кадре и вне съемок, продавались на парижской премьере,

#### DAU Document
В британском издательстве Thames&Hudson подготовлено издание DAU Document, в котором в хронологическом порядке собраны кадры из всего отснятого материала, фотографии со съемочной площадки, сделанные на советские фотоаппараты, приведены научные исследования, созданные в рамках проекта, собраны эссе, исследующие темы любви, власти, насилия, измененных состояний сознания, а также каталог из 80 тысяч единиц одежды и реквизита из проекта и профайлы персонажей.

#### Comme des Garçons × DAU Institute 1938—1952
В 2018 году модный дом Comme des Garçons выпустил альбом фотографий DAU в рамках ежегодной инициативы по изданию работ художников и фотографов.

#### Les Salons DAU
Эксклюзивное издание «Инсталляция ДАУ в Ле-Шатле»,"где работы Бакста, Ларионова, Гончаровой соседствуют с фрагментами инсталляций «Дау»", было выпущено в 2018 к парижской премьере «в подарок Парижу» от проекта, с предисловием мэра Парижа Анны Идальго, художественного руководителя Театра Шатле Рут Макензи и др..,

### Инсталляции
Начиная с объекта Институт, который функционировал как во время съемок, так и без, формируя опыт любого посетителя и вступая с ним во взаимодействие,, многосоставные инсталляции становятся важной формой жизни проекта.

#### Берлин. Подготовка релиза и его отмена
Для демонстрации фильмов в Берлине планировалось воссоздать копию Берлинской стены — событие должно было стать первым в серии «Дау. Свобода» (Берлин), «Дау. Равенство» (Париж), «Дау. Братство» (Лондон) и планировалось при поддержке и участии режиссеров Тома Тыквера и Ромео Кастеллуччи, художников Марины Абрамович, Карстена Хеллера и Ай Вэйвэя, музыкантовТеодора Курентзиса, Брайана Ино, Роберта дель Ная и Massive Attack, правящего бургомистра Берлина Михаэля Мюллера, министра культуры ФРГ Моники Грюттерс.,,,.
Предполагалось, что при попадании на территорию мероприятия зрители пройдут процедуру обыска охранниками из числа израильских военных; внутри квартала, обнесенного стеной, планировались перформансы и выступления артистов, в частности перформанс Марины Абрамович и Теодора Курентзиса, участники которого проходили через процедуру мытья (отсылка к газовым камерам под видом душа в концентрационных лагерях) -; завершиться мероприятие должно было ритуальным разрушением «Берлинской стены» , после чего каждому участнику должно было быть предложено взять с собой камень,. В сентябре 2018 власти города запретили мероприятие, сославшись на нарушение процедур,,.
Запрет сопровождался дискуссией — против мнения о недопустимости реконструкции стены там, где она «уже достаточно простояла» и в поддержку проекта выступали Фанни Ардан, Изабель Аджани, Роберт дель Ная, Уиллем Дефо, Жерар Депардье, Брайан Ино, Рут Маккензи, Кристин Скотт Томас, Ханна Шигулла, Саша Вальц, Том Тыквер и другие артисты, режиссеры, кураторы, политики, продюсеры.

#### Релиз в Париже
Фильмы, созданные из отснятого в «Институте» киноматериала, были впервые представлены в Париже с 25 января по 17 февраля 2019 года при поддержке мэрии Парижа. Продюсер релиза в Париже — Мартин д´Англежан Шатийон.
Кроме фильмов, посетители парижского мероприятия могли посмотреть Dau.Digital, формируя собственный нарратив из материала.
Площадками релиза стали Театр де ля Вилль и Театр «Шатле», где почти столетием раньше прошли «Русские сезоны» Сергея Дягилева.
Еще одной площадкой стал Центр Жоржа Помпиду — там была представлена воспроизводящая обстановку «Института» «Дау» инсталляция, в которой попеременно проживали разные персонажи проекта. В рамках коллаборации музей также предоставил для использования в пространствах обоих театров работы русских неофициальных художников 1950-х-2000-х годов из собрания «Коллекция!» (2016). Среди выставленных работ — произведения Оскара Рабина, Гриши Брускина, Сергея Бугаева-Африки, Эрика Булатова и др..
План заключался в том, чтобы соединить два театра мостом, но в этом виде проект не был реализован, и вместо моста здания театров и здание музея Помпиду были соединены проекцией из красных световых линий, образующих треугольник — инсталляция была вдохновлена русским авангардом 1920-х гг..
Связь проекта и в частности его парижской премьеры с авангардным живописным искусством формировалась также с помощью пространства в театре Шатле, оформленного художниками Ольгой Гуревич, Александрой Смолиной, Борисом Шаповаловым.
Для посещения проекта «Дау» зрителям было необходимо получить одну из «Дау-виз» — на 6 часов, 24 часа или «мультивизу» без временного ограничения.
При «подаче» на визу посетителю предлагалось ответить на вопросы личного характера («вы когда-нибудь чувствовали, что вас используют в отношениях?»).
Пространство театров было поделено на зоны («Материнство», «Коммунизм», «Революция» и др.).
На площадках одновременно проходили показы фильмов (без названий, под номерами), конференции, перфомансы, концерты, шаманские ритуалы; узнать о них заранее было невозможно — принцип неизвестности и постоянной метаморфозы, предлагающий посетителю не планирование, а неожиданное столкновение, стал частью концепции проекта «Дау»,.
Согласно этому принципу, все выступления рамках проекта тоже проходили инкогнито, без афиш и объявлений. Так, в течение парижского релиза в разных пространствах двух театров выступили Теодор Курентзис и MusicAeterna, Jazz Aeterna и ТриголОс, музыканты Михаил Рудый, Татьяна Гринденко, Владимир Мартынов, Владимир Тарасов, Леонид Фёдоров, Михаил Мордвинов, Дмитрий Уваров, Владимир Волков, певец Сергей Старостин, оперная певица Екатерина Щербаченко, музыканты Вангелино Курентзис, Марко Никодиевич, певец и перформер Arca, Роберт дель Ная («Massive Attack»), Брайан Ино, которые принимали непосредственное участие в создании музыкального ряда «Дау». Также в разных зонах «Дау» можно было увидеть перформансы Саши Вальц и её танцевальной труппы, инсталляции Ромео Кастеллуччи и Филиппа Паррено. Участие в парижских конференциях «Дау» приняли писатель и режиссёр Джонатан Литтелл, футуролог Риэл Миллер, профессор физики, специалист в области теории струн Никита Некрасов, писатель и социальный критик Евгений Морозов, фотограф Реза Дегати, профессор Оксфордского университета, биофизик Соня Контера, писатель Александр Эткинд и другие.,
Музыкальные инсталляции, формирующие звуковое пространство ивента и спродюсированные Вангелино Курензисом и Дамиеном Кинтаром, включали работы Брайана Ино и Роберта дель Ная.
Важной частью опыта погружения на парижской премьере стали также бар Shitty Hole, буфеты (в частности «порно-буфет») и столовая с советским меню, где цены менялись произвольно в течение дня.
Еще одним элементом инсталляции стал магазин сувенирной продукции проекта, отсылающий к советским сельмагам (банки консервов различных наименований, cигареты, вантузы, керосиновые лампы, презервативы, скалки и др.), где также продавалась печатная продукция проекта — фотографии, книги-транскрипции разговоров персонажей.
В Театре де ля Виль работала реконструкция советской коммунальной квартиры, где круглосуточно жили перформеры, а также проводили ритуалы алтайские шаманы; в этом пространстве, в частности, были помещены работы из музея Помпиду, в частности вышивка Сергея Бугаева-Африки «Джон Кейдж передает знамя социалистического соревнования Курехину».,.
В пространстве театров находились также манекены персонажей фильмов DAU,.
Круглосуточные публичные показы фильмов сопровождались индивидуальными разговорами зрителей с «активными слушателями», среди которых были священники, пасторы, раввины, а также социальные работники и врачи; по желанию зрителей разговоры записывались.
По данным СМИ, за период с 25 января по 17 февраля 2019 года в Париже проект «Дау» посетило около 40 тыс. человек.

### Конференции
Конференции, ставшие частью парижской премьеры проекта, продолжили серию конференций, начавшихся 2017 году в Лондоне и посвящённых широкому кругу культурологических, социальных, политических вопросов, которые поднимает и актуализирует «Дау». Были проведены следующие конференции:
- «Импорт и экспорт Русской революции: обмен идеологий, политик, сообществ» (25—26 февраля 2017, Лондонская школа экономики и политических наук). В конференции приняли участие профессор Теодор Шанин, профессор Александр Эткинд, профессор Марк Штейнберг, профессор Саймон Диксон, профессор Джон Батлер, профессор Эрик ван Рее, профессор Виктория Журавлева, профессор Дэвид Вольф и др.[100][101]
- «Протагонисты политической мифологии: как индивиды и коллективы входят в историю?» (25—26 марта, 2017, Палата Общин, Парламент Великобритании, Университет Вестминстера). Участники: первый Президент Украины Леонид Кравчук, первый Государственный Секретарь РСФСР Геннадий Бурбулис, Председатель Верховного совета республики Беларусь Станислав Шушкевич, посол Великобритании в СССР и России сэр Родрик Брейтвейт, посол Западной Германии в СССР доктор Андреас Майер-Ландрут, профессор Роберт Сервис, профессор Линда Кук, профессор Марк Фенстер, профессор Джудит Пэллот и др.[102][103]
- «Опыт экстремизма: вера, насилие и освободительные движения» (24—26 мая, 2017, Палата Лордов, Парламент Великобритании, Лондонское королевское общество). Участники: Начальник генерального штаба Вооруженных сил Великобритании Майкл Дэвид Джексон, представитель правительства автономного Курдистана Его Превосходительство Карван Джамаль Тахир, полковник Владимир Ажиппо, профессор Джеймс Фэллон, члены Международного трибунала по бывшей Югославии Марко Сладоевич (Сербия), Амир Ченгич (Босния), Давор Лазнич (Хорватия), бывший директор службы пропаганды партии Шинн Фейн Дэнни Моррисон (Северная Ирландия).[значимость факта?]

## Критика проекта

### Обвинения в нарушении трудовой этики и несимулированном насилии и опровержения
Парижская премьера проекта вызвала неоднозначную реакцию в европейской прессе. Критика проекта была связана как с «психологическим и физическим несимулированным насилием над участниками съёмок», так и с задержкой и невыплатой заработной платы участникам съёмок, и с нарушением трудовой этики и соблюдения прав участников. Критические материалы содержат главным образом ссылки на анонимные свидетельства участников проекта, задействованных в нём краткосрочно. Ни один из участников и создателей фильмов «Дау», представленных в рамках парижской премьеры, не выступил с критикой проекта. Кроме того, проект вызвал множество дискуссий о границах допустимого в киноискусстве,.
Накануне начала показа французская газета Le Monde опубликовала большой материал об истории создания фильма с критикой сцен насилия. Из-за цитирования в этой публикации слов Хржановского, которых сам режиссёр, как он заявляет, никогда не произносил, в отношении газеты был инициирован судебный иск, материал газеты дополнен письмом Хржановского и режиссера ряда продуктов «ДАУ» Ильи Пермякова с опровержением. Хржановский опровергает обвинения в насилии на съёмочной площадке. На вопросы о насилии на площадке персонажи также говорят о «срежисированных художественных решениях», возможности выйти из игровой реальности и о том, что ими «не манипулировали никак»,.
Во время премьеры фильма «Дау. Наташа» на 70 Берлинском кинофестивале в феврале 2020 года пятеро российских журналистов обратились к художественному руководителю фестиваля Карло Шатриану и исполнительному директору Мариетте Риссенбеек с открытым письмом, в котором выражали обеспокоенность применением «несимулированного психологического и физического насилия», в частности в отношении непрофессиональной актрисы Натальи Бережной, и ставили под вопрос этичность включения картины в программу. Шатриан заявил, что переадресовал вопросы съемочной группе и актрисам и что они опровергли обвинения; подробные ответы от Хржановского, съемочной группы и актрис были также получены на пресс-конференции. Позже обвинения авторов открытого письма были также опровергнуты актрисой Натальей Бережной в интервью.

### Обвинения в насилии над детьми и молодыми взрослыми с особенностями и опровержения
Весной 2020 года уполномоченный Украины по правам ребенка Николай Кулеба, реагируя на пост в социальной сети Facebook, обратился в Генеральную прокуратуру Украины, которая инициировала проверку на предмет причинения «физической боли или морального страдания путем насильственных действий» детям, принимавшим участие в съемках проекта. Хржановский опроверг обвинения, ссылаясь на соблюдение юридических процедур и создание комфортных условий для детей во время съемок и на юридические процедуры получения международных прокатных удостоверений, а также на принципиальную невозможность делать выводы о реальных обстоятельствах съемочного процесса на основании художественного материала. 10 июля 2020 года газета The Daily Telegraph принесла извинения Хржановскому за статью о возбуждении уголовного дела, в основании которой лежало предположение, что подозрения в отношении Хржановского имели основания; в заявлении газеты сообщалось о выплате Хржановскому компенсации ущерба и о том, что он направит ее на поддержку Кампании против антисемитизма. В начале 2021 года уголовные дела были закрыты по итогам досудебного расследования, в результате которого был сделан вывод об отсутствии уголовных преступлений в действиях лиц, занимавшихся организацией и проведением съемок с участием детей в Харькове.
Весной 2020 года также вызвало резонанс обсуждение в социальных сетях участия людей с аутизмом в съемках «Дау» в 2009 году; обвинения в насилии были опровергнуты родственниками участников с аутизмом, которые их сопровождали, другими участниками съемки, было приведено архивное видеосвидетельство.

### Обвинения в несоразмерных тратах и плохой организации мероприятий
Критика проекта также касается неоправданно большой траты ресурсов на достижение уже имевших место художественных результатов, таких как стирание границы между реальным и вымышленным, исполнителем и персонажем, деконструирование истории и погружение в нее. Критика парижской премьеры, кроме того, включала отзывы о плохой организации и невнятной навигации внутри инсталляции. Создатели проекта и некоторые критики позиционируют принцип неопределенности как художественный элемент проекта и способ взаимодействия со зрителем
.

## Прокат в России
В России Министерство культуры отказало в выдаче прокатных удостоверений фильмам «Дау. Наташа», «Дау. Нора Сын», «Дау. Саша Валера» и «Дау. Новый человек» со ссылкой на подпункт «в» пункта 18, утверждённых Правительством «Правил выдачи, отказа в выдаче и отзыва прокатного удостоверения на фильм и правил ведения государственного регистра фильмов», который не позволяет выпускать в прокат фильмы, «содержащие материалы, пропагандирующие порнографию». В 2020 году кинокомпания «Феномен Филмз» потребовала признать недействительным отказ и обязать Минкультуры допустить фильмы к прокату, однако суд отказал компании в удовлетворении требований.

## Призы и награды
- Лучший представленный проект в рамках Рынка европейских проектов («Sofia Meetings») Международного кинофестиваля в Софии (Болгария) (2005).
- Вошёл в лучшие десять проектов Международного кинорынка в рамках Роттердамского кинофестиваля, Голландия[129] (2005).
- Вошёл в число 18 лучших мировых проектов в рамках Международного киноателье[130] Каннского кинофестиваля, Франция (2006).
- 4-е место: 10 лучших фильмов 2019 по версии журнала «Искусство кино»[131]
- «Серебряный медведь» 70-го Берлинского кинофестиваля оператору-постановщику Юргену Юргесу за выдающийся художественный вклад[132](2020).
- Дау. Вырождение — 2-е место в рейтинге критиков Берлинского кинофестиваля[133](2020).
- Дау. Вырождение — 1-е место в рейтинге лучших фильмов первой половины 2020 независимого онлайн-киноиздания Film plus Kritik[134]
- Дау. Наташа — конкурсный отбор полнометражных художественных фильмов Европейской киноакадемии[135](2020).
- Номинация Европейской киноакадемии: лучшая актриса, Наталья Бережная, фильм Дау. Наташа[136] (2020).
- Гран-при Фестиваля авторского кино в Белграде фильму Дау. Вырождение[137] (2020).
- Дау. Наташа — конкурсная программа Кинофестиваля в Севилье[138] (2020).
- Дау. Наташа — конкурсная программа Европейского кинофестиваля в Паличе[139](2020).
- Дау. Наташа — конкурсная программа Рижского международного кинофестиваля[140] (2020).
- Дау. Вырождение — конкурсная программа Кинофестиваля в Остраве[141] (2020).
- Дау. Вырождение — 3-я Международная кинематографическая премия «Восток — Запад. Золотая арка»: лучшая операторская работа, Юрген Юргес[142] (2021).

## Съёмочная группа
- Илья Хржановский — режиссёр-постановщик
- Сергей Адоньев — главный продюсер
- Юрген Юргес — оператор-постановщик, художник по свету
- Денис Шибанов — художник-постановщик проекта

## Участники проекта «Дау»[143]
- Теодор Курентзис — Дау
- Радмила Щёголева — Нора (Кора — Конкордия Дробанцева — жена Дау)
- Анатолий Васильев — Крупица
- Алексей Трифонов
- Алексей Блинов
- Дмитрий Каледин
- Ольга Шкабарня
- Никита Некрасов
- Владимир Ажиппо
- Фёдор Софронов
- Андрей Лосев
- Даша Бержицкая
- Наталья Бережная
- Екатерина Юспина
- Татьяна Положий
- Валерий Андреев
- Александр Божик
- Татьяна Пятина
- Зоя Попова
- Николай Воронов — Денис
- Анна Волкова
- Виктория Скитская
- Самсон Шаташвили
- Мария Штильмарк
- Мария Нафплиоту
- Алина Алексеева
- Константин Лешан
- Анатолий Сидько
- Максим Марцинкевич
- Кристина Бабич
- Владимир Ермоленко
- Павел Гордиенко
- Александр Сердюк
- Лидия Щёголева
- Джеймс Фэллон
- Люк Биже
- Марина Абрамович
- Ромео Кастеллуччи
- Борис Михайлов
- Дэвид Гросс
- Яу Шинтун
- Гильермо Аревало
- Раввин Адин Штейнзальц
- Карстен Хеллер
- Питер Селларс
- Татьяна Гринденко
- Владимир Мартынов
- Леонид Фёдоров
- Владимир Волков
- Герман Карельский
- Вячеслав Челтуев

## Авторы и режиссёры монтажа фильмов проекта
- Екатерина Эртель[144]:
  - ДАУ-3 / ДАУ. Нора Мама
  - ДАУ-5 / ДАУ. Катя Таня
  - ДАУ-7 / ДАУ. Три дня
  - ДАУ-8 / ДАУ. Саша Валера
  - ДАУ-9.1 / ДАУ. Никита Таня
  - ДАУ-12 / ДАУ. Наташа
  - ДАУ-11 / ДАУ. Нора Сын
  - ДАУ-S1 / ДАУ. Нора (сериал)[145]
  - ДАУ-S2 / ДАУ. Меню (сериал)[145]
- Илья Пермяков[146]:
  - ДАУ-10 / ДАУ. Новый человек
  - ДАУ-13 / ДАУ. Вырождение
  - ДАУ-14 / ДАУ. Возрождение
- Анатолий Васильев[147]:
  - ДАУ-4 / ДАУ. Империя
- Алексей Слюсарчук[148]:
  - ДАУ-2 / ДАУ. Смелые люди
  - ДАУ-6 / ДАУ. Конформисты
  - ДАУ-9.2 / ДАУ. Теория Струн
- Дмитрий Каледин[145]:
  - ДАУ. Наука (сериал)